# Empire kong
1710–1898
Entités suivantes :
- Empire wassoulou
- Afrique-Occidentale française

L’empire Kong (1710-1898), aussi connu sous le nom d'empire Ouattara (ou Wattara), était un État Dioula musulman pré-colonial d'Afrique situé au nord-est de la Côte d'Ivoire et s'étendant sur une partie de l'actuel Burkina Faso et sud du Mali.

## Débuts
Un véritable État centralisé émerge avec le gouvernement du clan Taraweré ou Jammu des Dioulas (ou Jula) qui combine les traditions Dioula et Sénoufo afin d'étendre leur autorité sur la région environnante. Grâce à l'alphabétisation due à leur tradition islamique et à leur expérience commerciale, ils transforment la cité de Kong en une ville marchande de premier plan pour les échanges de produits venus du désert du nord — le sel et le tissu — et ceux venus des forêts du sud — la cola, l'or et les esclaves.

## Histoire

### Période Ouattara
La prospérité de Kong suscite des convoitises. Vers 1710 un guerrier dioula connu sous le nom de Sékou Oumar Ouattara ou « du Jammu Ouattara » (1665-1745) envahit la région et conquiert la ville à l'aide de sa cavalerie. Il s'établit comme fama (roi) et fait de Kong le centre d'un empire avec une influence régionale. Il impose le dioula comme langue officielle et l'islam comme religion d'État. Il utilise des esclaves pour travailler dans la fabrication de tissu et la culture du riz, du millet, du sorgho et du coton. Il assure également la sécurité le long des routes commerciales grâce à une cavalerie semblable à celles de l'empire du Mali trois cents ans plus tôt. L'empire s'étend vers le nord avec l'aide du Maghan (prince) Famara Ouattara, frère de Sekou Ouattara, en 1714. Il s'empare de la ville de Bobo-Dioulasso et d'une grande partie du Burkina Faso actuel. Famara fait de Bobo Dioulasso la capitale de la Gwiriko, région qui allait devenir son propre royaume par la suite.

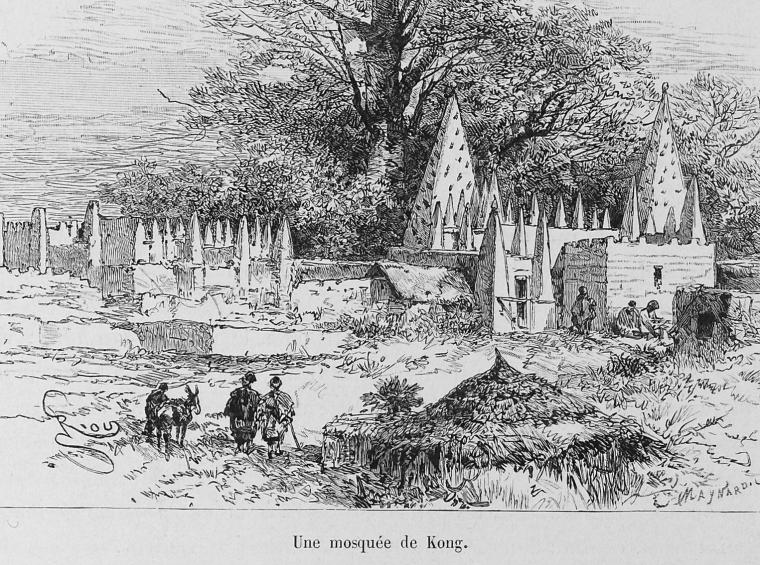
Mosquée de Kong (1892)

#### Apogée
Dans les années 1730, l'empire Kong est devenu le plus grand État de l'Afrique occidentale au sud du fleuve Niger. Il s'étend sur des centaines de kilomètres à l'ouest et au nord, et gouverne un grand nombre de groupes ethniques musulmans et non musulmans. Sékou Ouattara meurt en 1745 et est remplacé par des famas capables, le premier étant Koumbi Ouattara. Sous leur règne, Kong reste un centre commercial et devient aussi un centre d'études islamiques. La mosquée du vendredi de Kong, dont la construction a précédé la dynastie Ouattara de Kong d'un siècle, attire des érudits musulmans en provenance de tout le Sahel. Mori Maghari est couronné fama après Koumbi et gouverne aussi avec succès.
Kong a des échanges avec d'autres États en Côte d'Ivoire, notamment l'État du peuple Abron/Bono/Brong/Gyaman ou le royaume de Gyaman. Avec un approvisionnement ininterrompu de commerçants, Kong envoie des conseillers et des devins qui sont essentiels au fonctionnement de la cour royale d'Abron. Leurs marchands sont autorisés à commercer sans taxes sur leurs produits. Kong fournit aussi des troupes à Gyaman pour repousser la confédération Asante, dite Empire ashanti, à l'est.

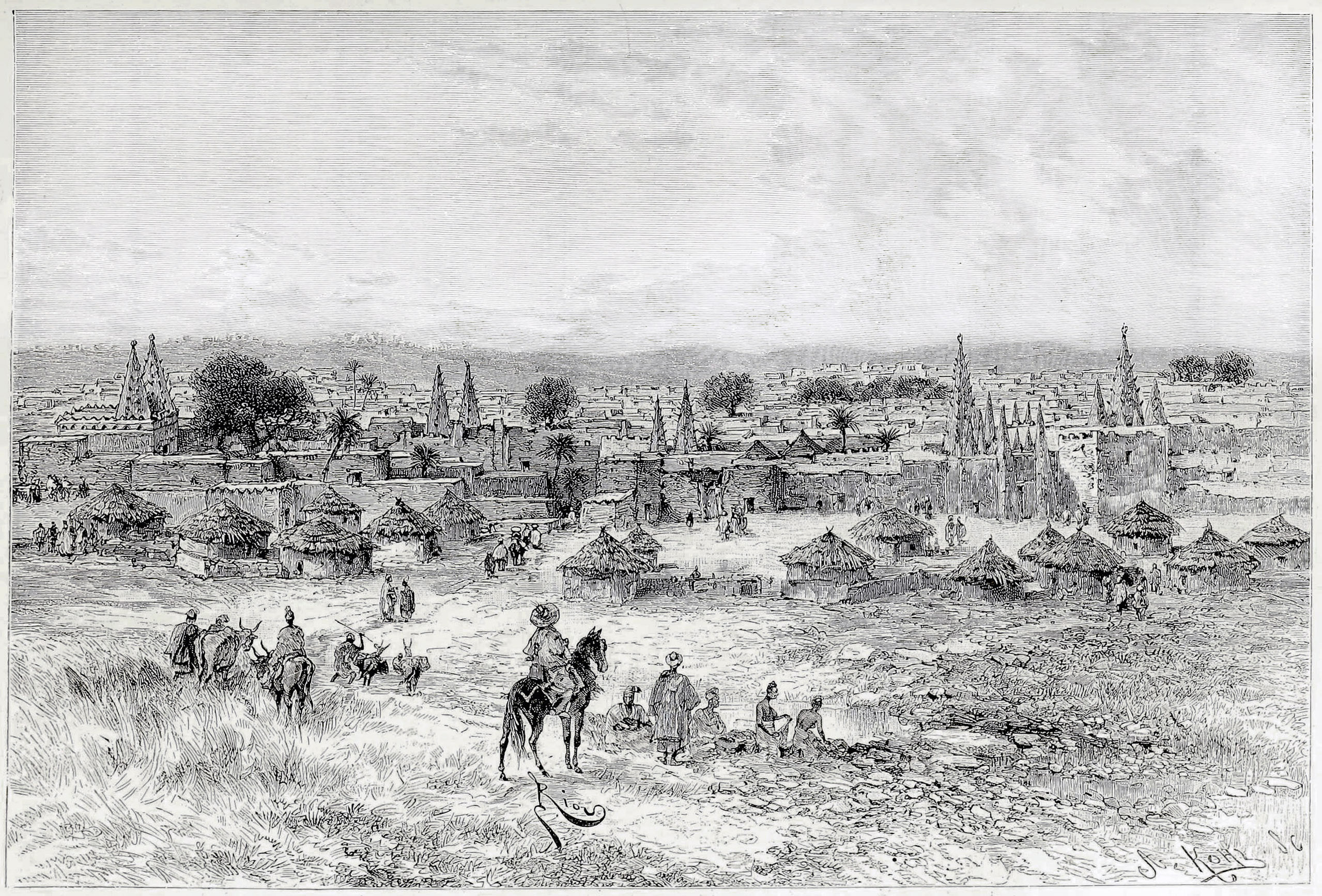
Vue de la capitale Kong (vers 1888)

#### Déclin et chute
Après la mort de Fama Maghari en 1800, les famas successifs sont en butte à la résistance croissante des divers groupes ethniques et religieux de l'empire. En 1887, Samory Touré envahit et détruit la ville de Kong après que ses dirigeants aient refusé de se soumettre et de participer à sa campagne contre la France. 
Après la défaite de Samory, Kong retrouve son indépendance pendant une brève période. Le 10 janvier 1889, le souverain Karamokho-Oulé Ouattara signe un traité de protectorat avec l'explorateur Louis-Gustave Binger. L'empire tombe sous la domination coloniale française en 1898. 
L'empire Kong est divisé entre deux colonies, la Côte d'Ivoire et la Haute-Volta (actuel Burkina Faso). Kong n'est définitivement plus qu'une petite ville après que le gouvernement français ait fixé le parcours de la ligne ferroviaire 70 km à l'ouest de cette dernière.

## Sources
- Britancia Bobo Dioulasso
- Find Article Commemorating the Chief
- The Political Economy of the Abron Kingdom of Gyaman